# Schießwolle 36
Schießwolle 36 – niemiecki kruszący materiał wybuchowy, mieszanina wybuchowa używana do napełniana głowic torpedowych w czasie II wojny światowej (zamiennie z Schießwolle 18).
Wywodził się z mieszaniny trotylu i heksylu, opatentowanej w 1909 roku przez Otto Freiherra von Schroetter z Oberschlesische AG für Fabrikation von Lignose w Krupskim Młynie. Szczególną cechą mieszanki była wysoka stabilność. Był to pierwszy znany materiał wybuchowy stworzony specjalnie jako niewrażliwy na trafienia pociskami lub odłamkami. Materiał wybuchowy von Schroettera był używany w niemieckich głowicach torpedowych w czasie I wojny światowej, a ulepszone przez dodanie aluminium wersje - podczas II wojny światowej. Dodatek aluminium przyczyniał się do tworzenia większego bąbla gazowego po eksplozji torpedy. Materiały te określane jako  Schießwolle (co oznacza bawełnę strzelniczą stosowaną niegdyś jako ładunek torped; nazwę utrzymano dla dezinformacji) nie eksplodowały, ale spalały się spokojnie nawet po trafieniu pociskami kal. 20 mm.
Schießwolle 36 składał się z 67% trotylu, 25% proszku aluminiowego i 8% heksylu. Podobne w składzie były:
- Schießwolle 18 – 60% trotylu, 16% proszku aluminiowego i 24% heksylu[3]
- Schießwolle 39 – 45% trotylu, 25% proszku aluminiowego, 5% heksylu i 30% azotanu amonu[3].